# Brána času (Moravská Třebová)

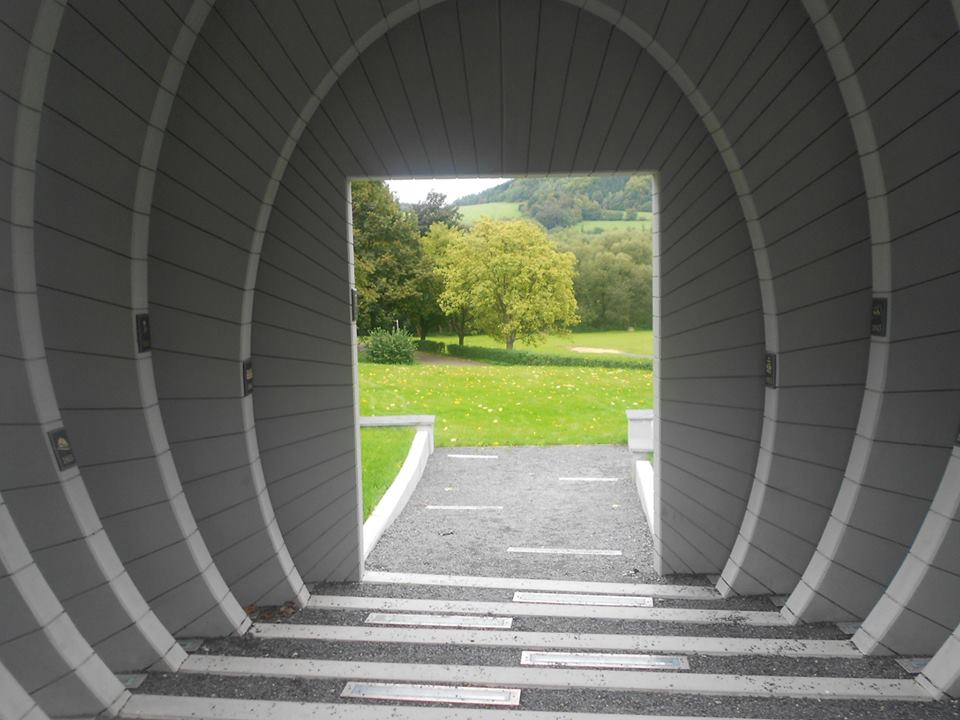
Brána času v Moravské Třebové, pohled do nitra od zámku.

Brána času, lidově zvaná radiátor, je moderní umělecké dílo stojící v Moravské Třebové.
Jedná se o moderní architektonické dílo tvořené jedenácti vrstvami zdí s oblouky. V tomto průchozím tunelu jsou na vnitřních obloucích umístěny tabulky s významnými daty z historie Moravské Třebové. Byla dokončena v květnu roku 2013. Její autorkou je Markéta Veselá.
Brána času je symbolickým startem turistické stezky nesoucí název Cesta od renesance k baroku, která provádí návštěvníky po významných historických památkách Moravské Třebové. 